# Il tiranno di Roma
Il tiranno di Roma è un romanzo storico breve di Andrea Frediani, pubblicato nel 2013.

## Breve sinossi
La vicenda si svolge al tempo della guerra civile tra Gaio Mario e Publio Cornelio Silla viste attraverso gli occhi di due schiavi, Crisso e Giunilla. Il primo, per conquistare la libertà entra nella guardia personale di Mario mentre la seconda è al servizio del console Ottavio che dall'interno di Roma guida le resistenza del Senato contro i mariani. I due personaggi offrono quindi due punti di vista differenti sulla vicenda storica: Crisso all'interno dell'esercito di Mario, Giunilla tra le mura dell'Urbe e a contatto con la classe senatoria ed aristocratica.

## Edizioni
- Andrea Frediani, Il tiranno di Roma, collana Live, tascabile, Mantova, Newton Compton Editori, 2013,  p. 128.